# Анатоль Думітраш
Анатоль Думітраш (рум. Anatol Dumitraș; нар. 14 листопада 1955, Ларга, Молдовська РСР, СРСР — 14 червня 2016, Бухарест, Румунія) — молдовський виконавець легкої музики.

## Біографія
Анатоль Думітраш народився 14 листопада 1955 року в селі Ларга Бриченського району Молдовської РСР.
Навчався у технікумі № 1 міста Чернівці.
Свою музичну кар'єру розпочав у 1982 році як соліст гурту «Bucuria». У 1983 році співав у гурті «Легенда».
Протягом 1986—1989 рр., 1993 р. був солістом гурту «Plai».
З 1993 р. Анатоль Думітраш є солістом Національної філармонії імені Сергія Лункевича. З 1989 по 1991 рік був солістом і художнім керівником колективу «Олімп», потім у 1991—1994 роках — солістом і художнім керівником гурту «Алай». Має багато записів у Національному радіомовленні та телебаченні в Кишиневі.
У 1995 році йому присвоєно почесне звання магістра мистецтв Республіки Молдова, а в 2012 році почесне звання народного артиста.
У грудні 2012 року останній концерт Анатоля Думітраша відбувся в Національному палаці імені Ніколає Сулака. з нагоди його 30-ї річниці на сцені.
Наприкінці липня 2015 року в пресі було написано, що артист тяжко хворий. Інформація підтвердилася і Думітраша госпіталізували в клініку в Бухаресті разом із дружиною.
20 серпня 2015 року в Національній філармонії імені Сергія Лункевича організований концерт, на якому співали такі виконавці, як Йон Суручану, Наталія Барбу, Анішоара Пуйке, Зінаїда Жуля та інші. Гроші, зібрані від квитків, були передані Анатолію Думітрашу.
Анатоль Думітраш помер від раку вранці 14 червня 2016 року в Бухаресті, у віці 60 років. Його поховали на Центральному кладовищі в Кишиневі з оплесками. За більш ніж три десятиліття сценічної діяльності Анатоль Думітраш випустив п'ять альбомів і дав концерти у 57 країнах.

## Пісні, які зробили його відомим
- Prima dragoste
- Libertate (interpretă Angela Bucico)
- Flori de liliac (interpretă Ana Barbu)
- Dulce-i vinul
- Polițist
- Roata vieții
- Ploaia despărțirii
- Mîndra mea
- Mercedes
- O inima nu mă lăsa

## Дискографія
- Sus paharul (2000)
- Ultima seară (2003)
- Azi la masa mare (2005)
- Anii mei, destinul meu (2007)
- Roata vieții (2008)